# Saint-Martin-des-Puits
Saint-Martin-des-Puits är en kommun i departementet Aude i regionen Occitanien  i södra Frankrike. Kommunen ligger  i kantonen Lagrasse som ligger i arrondissementet Carcassonne. År 2022 hade Saint-Martin-des-Puits 30 invånare.

## Befolkningsutveckling
Antalet invånare i kommunen Saint-Martin-des-Puits
Referens: INSEE